# PDF417
PDF417 (англ. Portable Data File — переносимый файл данных) — двумерный штрихкод, поддерживающий кодирование до 2710 знаков. PDF417 был разработан и введён в 1991 году фирмой Symbol Technologies. В настоящее время PDF417 широко применяется в идентификации личности, учёте товаров, при сдаче отчётности в контролирующие органы (например, двумерные штрих-коды на каждой странице декларации 3-НДФЛ есть PDF417) и других областях. Формат PDF417 открыт для общего использования.

## Формат
PDF417 может содержать до 90 строк. Каждая строка состоит из:
- стартового и стопового шаблона. Они характеризуют штрихкод как PDF417.
- набора ключевых слов (КС):
  - левый и правый индикаторы — содержат информацию о номере строки, количестве строк и столбцов, уровне коррекции ошибок;
  - до 30 КС данных, содержащих как непосредственно данные, так и информацию для восстановления повреждённых КС.

Каждое КС состоит из 4 штрихов и 4 пробелов, ширина КС в 17 раз больше минимального штриха или пробела — отсюда числовой суффикс в обозначении формата PDF417.
PDF417 поддерживает три типа данных: текст (ASCII), байты и числа.
PDF417 предусматривает полиномиальное кодирование Рида-Соломона дополнительных данных для восстановления информации. Количество дополнительных КС зависит от уровня коррекции ошибок.